# Napoli, Palermo, New York - Il triangolo della camorra
Napoli, Palermo, New York - Il triangolo della camorra è un film del 1981, diretto da Alfonso Brescia. Inoltre segna l'ultima apparizione cinematografica di Liana Trouché.

## Trama
Gennaro Savarese ha deciso di chiudere con la camorra, decidendo tranquillamente di cambiare vita con la moglie Teresa e il figlio Masaniello, gestendo onestamente la trattoria di famiglia. Ma alla festa per il compleanno del suo padrino Francesco Ruocco detto o Biancone, potente boss della mafia italo-americana appena rientrato a Napoli, non può mancare. Durante il festeggiamento, tre uomini armati a volto coperto fanno irruzione nella sala per rapinare i presenti. Qualcuno tenta di reagire, partono dei colpi di mitraglietta, ma rimane uccisa la moglie di Gennaro, che immediatamente si mette sulle tracce degli assassini: interroga inutilmente il ricettatore Malvasia, che non ne sa niente. Grazie ad un indizio dei cuochi presenti la sera della rapina, Gennaro individua uno dei quattro rapinatori, Salvatore Canotta, che confessa che l'ordine della rapina era di Vito Coppola, un boss camorrista. Gennaro viene scoperto e ritenuto responsabile dell'omicidio di Canotta (ucciso dallo stesso Coppola) e rinchiuso a Poggioreale.
Nel frattempo, il commissario Galante rimane vittima di un agguato, a cui sopravvive. Proprio per questo motivo Gennaro evade dal carcere e una volta libero individua ed elimina gli altri tre rapinatori, cioè tre complici di Coppola, però l'ultimo tra questi, gli confesserà che egli è scappato in Sicilia, a Palermo. Da Palermo, Gennaro arriva così a New York recandosi, per un saluto, nella villa di Ruocco. All'uscita, Gennaro verrà inseguito da alcuni uomini di Coppola, che, grazie all'aiuto di alcuni colleghi del commissario Galante riesce ad eliminare. Inoltre, con l'aiuto di alcuni dei suoi amici, proprietari di una pizzeria a New York, Gennaro riesce a raggiungere Coppola nel suo nuovo appartamento, in compagnia della sua amante.
A questo punto il malvivente è costretto a eseguire gli ordini di Gennaro, uno dei quali è dirgli dove ha nascosto il figlio Masaniello. Nel tentativo di far fuori Coppola, interviene Ruocco, il quale viene fermato dal commissario Galante, guarito e in servizio. Coppola tenta di far fuori Gennaro ma, alla fine, l'ex-camorrista riuscirà a ritornare alla sua nuova vita di uomo onesto.

## Colonna sonora
- Spusalizio 'e marenaro (Di Domenico - Marigliano) - cantata da Mario Merola.
- 'Nnammurato 'e te (Fiorini - Schiano) - cantata da Mario Merola.
- Chiamate Napoli 081 (Alfieri - Giordano) - cantata da Mario Merola.